# Kvekeri
Kvekeri (poznati i kao Društvo prijatelja) su kršćanski vjerski pokret bez svećenstva i obreda. Pojavio se u Engleskoj sredinom 17. stoljeća i brzo proširio po današnjem SAD-u iz kolonije Pennsylvanije, koju je osnovao kveker William Penn, dobivši 1681. kraljevskom poveljom zemljište. Danas u svijetu ima oko 600.000 kvekera.
Godine 1947. dobili su Nobelovu nagradu za mir.
Osnivač je George Fox. Ubrajaju se u povijesne crkve mira.
Obično se dijele na programiranu i neprogramiranu zajednicu. Zvali su se svakako, najčešće Vjersko društvo prijatelja, a naziv kveker prvi put se spominje 1650. kad propovjednika Georgea Foxa privode na sud zbog blasfemije.
Vjersko društvo prijatelja je ustaljeni naziv iz 18. stoljeća.
Oni iz Velike Britanije su ostali ujedinjeni, dok su se drugdje podijelili.
1827. nastaje prvi raskol, a drugi dolazi 1842. godine.
Ne priznaju sakramente ni pastora. Na njihovim sastancima se ne govori.
Zbog doktrinarnih sumnji bilo je sukoba, ali poštuju Krista i Bibliju.
Ne vjeruju u teologe.
Usmjereni su na časni i kršćanski način života.
Ne smatraju se pripadnicima niti jednog od tri glavna ogranka kršćanstva, nego predstavljaju novi pogled na kršćanstvo.
Ne nose oružje i česti su "prigovarači savjesti". Vjenčanje se obavlja u krugu svjedoka.